# Cień
Cień é um filme de ação e drama produzido na Polônia, dirigido por Jerzy Kawalerowicz e lançado em 1956.